# Ultraje a la bandera

Mapa de países según la legalidad de la profanación de la bandera a partir de 2025.

El ultraje a la bandera, o profanación de la bandera, es un término aplicado a diversos actos que intencionalmente destruyen, dañan, desfiguran o mutilan una bandera en público. En el caso de una bandera nacional, dicha acción a menudo tiene como objetivo hacer una declaración política contra un país o sus políticas. Algunos países tienen leyes que prohíben métodos de destrucción (como la quema en público) o determinados usos particulares (por ejemplo, para fines comerciales); tales leyes pueden distinguir entre el ultraje a la propia bandera nacional del país y el ultraje a las banderas de otros países. 

## Antecedentes
Las banderas pueden ser ultrajadas mediante diversas formas, ya sea quemándolas, orinándolas o defecándolas, escupiéndolas, escribiendo esloganes en ellas pisoteándolas, dañándola con piedras, balas o cualquier otro proyectil, cortándolas o rasgándolas, izándolas indebidamente, dejándolas bajo la lluvia, insultándolas verbalmente, arrastrándolas por el suelo, comiéndoselas, entre otras acciones.
El ultraje a una bandera puede llevarse a cabo por diversos motivos. Puede ser una protesta contra la política exterior de un país, incluida la propia, o contra la naturaleza del gobierno que esté en el poder en ese país. Puede ser una protesta contra el nacionalismo o un insulto deliberado y simbólico al pueblo del país representado por la bandera. También puede ser una protesta contra las leyes que prohíben el acto de profanar una bandera.

## Legalidad del ultraje a la bandera
En algunos países, ultrajar una bandera es un delito y puede dar lugar a sanciones como una pena de prisión o una multa. En los países en los que no lo es, el acto puede ser perseguido igualmente como alteración del orden público o incendio provocado o, si se lleva a cabo en la propiedad de otra persona, como robo o vandalismo.
| País           | ¿Ultraje a banderas es legal? | Sanción |
| -------------- | ----------------------------- | --- |
| Alemania       | No                            | hasta 3 años de prisión |
| Arabia Saudita | No                            | hasta 1 año de prisión; multa de hasta 3000 riales |
| Argelia        | No                            | 5 a 10 años de prisión |
| Argentina      | No                            | hasta 1 año de prisión |
| Australia      | Sí                            | — |
| Austria        | No                            | hasta 6 meses de prisión |
| Azerbaiyán     | No                            | hasta 1 año de prisión |
| Bélgica        | Sí                            | — |
| Brasil         | No                            | hasta 1 mes de prisión hasta R$ 10 de multa |
| Bulgaria       | No                            | hasta 2 años de prisión y multa de hasta 1600 € (bandera de Bulgaria y UE) |
| Canadá         | Sí                            | — |
| Chile          | No                            | hasta 1 año de prisión |
| China          | No                            | hasta 3 años de prisión |
| Corea del Sur  | No                            | hasta 6 años de prisión; multa de hasta 4 millones de wones surcoreanos |
| Croacia        | No                            | hasta 1 año de prisión |
| Dinamarca      | Sí                            | El ultraje a la bandera danesa es legal. Se puede imponer una multa o hasta dos años de prisión por ultrajar una bandera extranjera (no danesa), pero la ley no se aplica desde 1936.                                      |
| Egipto         | No                            | multa de hasta 30 000 libras egipcias |
| España         | No                            | multa de 420 a 144 000 € |
| Estados Unidos | Sí                            | — |
| Etiopía        | No                            | hasta 3 años de prisión; multa de hasta Br 5000 |
| Filipinas      | No                            | hasta 1 año de prisión; multa de hasta ₱ 20 000 |
| Finlandia      | No                            | multa |
| Francia        | No                            | hasta 6 meses de prisión; multa de hasta 7500 € |
| Grecia         | No                            | hasta 3 años de prisión |
| Hungría        | No                            | hasta 1 año de prisión |
| India          | No                            | hasta 4 meses de prisión multa de hasta ₹ 10 000 |
| Indonesia      | No                            | hasta 10 años de prisión; multa de hasta 1000 millones de rupias indonesias |
| Irán           | No                            | desconocido |
| Irlanda        | Sí                            | — |
| Israel         | No                            | hasta 2 años de prisión |
| Italia         | No                            | hasta 2 años de prisión; multa de 1000 a 10 000 € |
| Japón          | Sí                            | — |
| Kazajistán     | No                            | hasta 2 años de prisión o arresto domiciliario, o 900 horas de servicio comunitario; multa de hasta 3000 tenge |
| Lituania       | No                            | hasta 2 años de prisión; multa variable |
| Malasia        | No                            | 5 a 15 años de prisión |
| México         | No                            | De 6 meses a 4 años de prisión |
| Nigeria        | No                            | Una multa de ₦ 100 y, en caso de infracción continuada, una multa de ₦ 10 por cada día o parte de un día durante el cual se continúe con la infracción después del día en que dicha persona sea condenada por primera vez. |
| Noruega        | Sí                            | — |
| Nueva Zelanda  | No                            | multa de NZ$ 5000 |
| Países Bajos   | Sí                            | — |
| Pakistán       | No                            | varía |
| Polonia        | No                            | hasta 1 año de prisión; multa variable |
| Reino Unido    | Sí                            | — |
| Rumania        | Sí                            | — |
| Rusia          | No                            | hasta cuatro años de prisión |
| Samoa          | No                            | hasta 6 meses de prisión |
| Singapur       | No                            | hasta 6 meses de prisión; multa de hasta S$ 30 000 |
| Sudáfrica      | Sí                            | — |
| Suecia         | Sí                            | — |
| Suiza          | Sí                            | — |
| Tailandia      | No                            | hasta 6 años de prisión; multa de ฿ 2000 |
| Taiwán         | No                            | hasta 1 año de prisión; multa de hasta NT$ 9000 |
| Turquía        | No                            | hasta 18 años de prisión |
| Ucrania        | No                            | hasta 1 año de prisión |
| Uzbekistán     | No                            | hasta 360 horas de servicio comunitario o 3 años de trabajos forzados |

## Por país

### Argentina
El Código Penal de Argentina en su artículo 222 tipifica el ultraje a la bandera como delito, y establece una pena de uno a cuatro años de prisión en contra de «el que públicamente ultrajare la bandera, el escudo o el himno de la Nación o los emblemas de una provincia argentina».

### Brasil

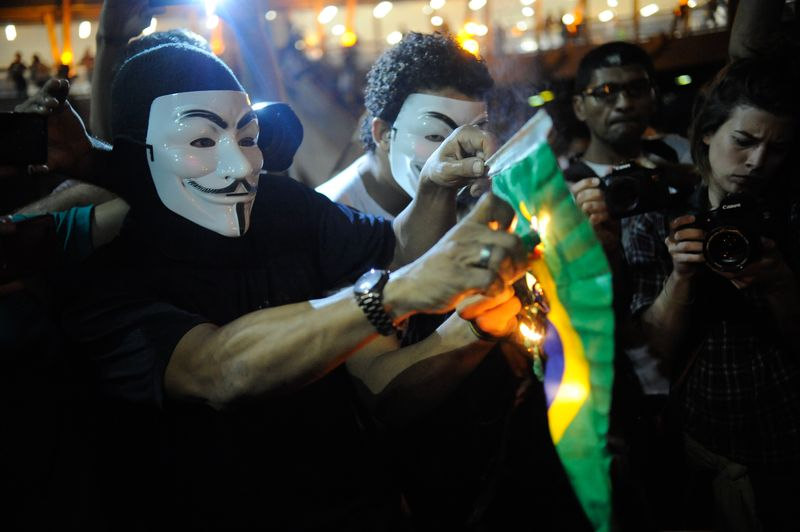
Manifestantes queman una bandera brasileña en una protesta en Río de Janeiro (2014).

La Ley N° 5.700, capítulo V, de 1971, trata del respeto debido a la bandera nacional:
El artículo 30 establece que, en las ceremonias de izado o arriado, cuando se haga un desfile con la bandera, así como durante la interpretación del himno nacional, todos los presentes deberán adoptar una actitud respetuosa, de pie y en silencio. Los varones deberán quitarse tener la cabeza descubierta. El personal militar deberá saludar o presentar armas de acuerdo con el reglamento interno de su cuerpo.
El artículo 31 establece que están prohibidas las siguientes manifestaciones de falta de respeto a la bandera nacional:
- presentarla o enarbolarla en mal estado de conservación;
- alterar su forma, colores, proporciones, etiquetarla o desfigurarla con cualquier otra inscripción;
- utilizarla como vestimenta, cortina, paño para la boca, adorno de mesa, revestimiento de podio, o para cubrir placas, retratos, paneles o monumentos a inaugurar; y
- reproducirla como etiqueta o envoltorio de productos en venta.

El capítulo VI de la ley, en su artículo 35, establece que la violación de dicha ley se considera una contravención, castigada con multa de uno a cuatro veces el mayor valor de referencia vigente en el país, que se duplicará en caso de reincidencia. 
Según el Código Penal Militar de las Fuerzas Armadas brasileñas, en su artículo 161, el soldado, aviador o marino que le falte el respeto a cualquier símbolo nacional será castigado con uno a dos años de prisión; los oficiales podrán ser declarados no aptos para su rango. En otras palabras, el ultraje a la bandera es ilegal en Brasil, y conlleva hasta un mes de prisión y una multa de hasta diez reales como castigo.

### Chile
La Ley de Seguridad Interior del Estado, en sus artículos 6 y 7, tipifica como delito en contra del orden público el ultraje público a la bandera, el escudo, el nombre de la patria o el himno nacional, e impone pena de prisión, relegación o extrañamiento por tiempo de hasta un año.

### Dinamarca
En Dinamarca, es legal quemar o ultrajar la bandera nacional, el Dannebrog. Sin embargo, es ilegal quemar o ultrajar públicamente las banderas de países extranjeros, de las Naciones Unidas y del Consejo de Europa según el § 110e del código penal danés, debido a que el Parlamento ha decidido que quemar o profanar estas banderas es una cuestión de relaciones exteriores, puesto que podría interpretarse como una amenaza. Esta ley rara vez se aplica; la última condena fue en 1936.
En las Islas Feroe, la ley de la bandera establece que la bandera feroesa, Merkið, no puede ser ultrajada, "ni con palabras ni con hechos".

### España
El Código Penal de España castiga las ofensas a la bandera de España y a las banderas de las comunidades autónomas con una multa que puede ir desde los 420 hasta los 144 000 euros. Sin embargo, la quema de banderas es una práctica habitual en los disturbios nacionalistas.

### Estados Unidos

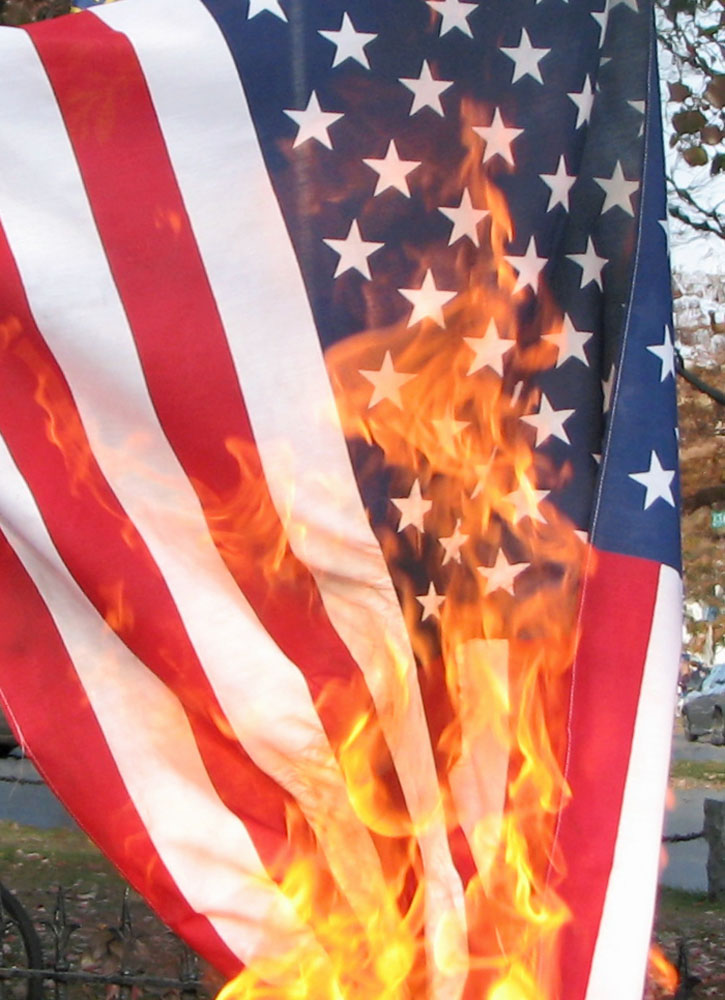
Bandera estadounidense en llamas.

La profanación de la bandera no es un delito en los Estados Unidos. La bandera de los Estados Unidos a veces es quemada como una declaración cultural o política, en protesta por las políticas del gobierno de los Estados Unidos o por otras razones, tanto dentro de los Estados Unidos como en el extranjero. La Corte Suprema de los Estados Unidos en Texas v. Johnson, 491 U.S. 397 (1989), y reafirmada en United States v. Eichman, 496 U.S. 310 (1990), ha dictaminado que debido a la Primera Enmienda de la Constitución de los Estados Unidos, es inconstitucional que un gobierno (ya sea federal, estatal o municipal) prohíba la profanación de una bandera, debido a su condición de "discurso simbólico". Sin embargo, aún se pueden imponer restricciones neutrales en cuanto al contenido para regular el momento, el lugar y la forma de dicha expresión. Si la bandera quemada era propiedad de otra persona (como en el caso Texas v. Johnson, ya que Johnson había robado la bandera del asta de un banco de Texas), el infractor podría ser acusado de hurto menor (una bandera suele venderse al por menor por menos de 20 dólares estadounidenses), o de destrucción de propiedad privada, o posiblemente de ambas cosas. La profanación de una bandera que representa a un grupo minoritario también puede utilizarse en algunas jurisdicciones para justificar el procesamiento de un delito como delito de odio.

### Hungría

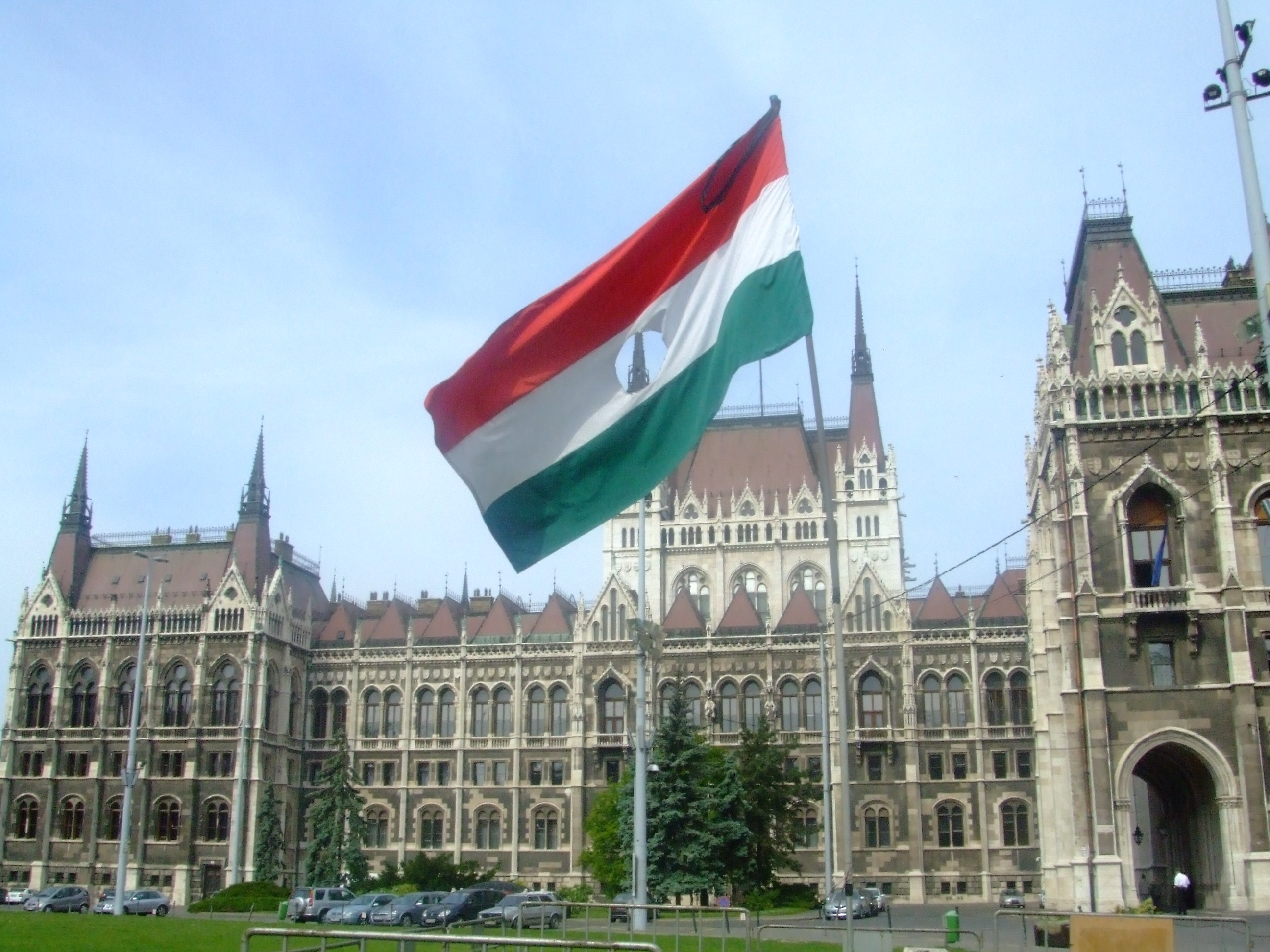
Bandera de la Revolución de 1956 ondeando frente al Parlamento de Hungría.

El ultraje a la bandera nacional es ilegal en Hungría. Según su Código Penal, será castigada con hasta un año de prisión la persona que, en público, «utilice una expresión que deshonre o degrade el himno nacional, la bandera o el escudo de armas, o la Santa Corona de Hungría, o cometa cualquier otro acto igualmente calumnioso».
Durante una manifestación al comienzo de la revolución húngara de 1956, alguien entre la multitud recortó el escudo comunista de la bandera húngara, dejando un agujero distintivo, y otros siguieron su ejemplo rápidamente. La "bandera agujereada" se convirtió en un símbolo de la resistencia húngara. La práctica de recortar el escudo comunista también fue seguida por otros países del bloque del Este (como Rumania), especialmente durante las revoluciones de 1989.

### México
El uso de los símbolos nacionales (escudo, himno y bandera nacional) en México está protegido por la ley. En este país, el ultraje a la bandera y el escudo nacionales es un delito que conlleva una pena de seis meses a cuatro años de prisión, o multa de 50 a 3000 pesos, o ambas sanciones. Aunque no se solicitan castigos con frecuencia y normalmente no son severos, hay algunos casos; por ejemplo, en 2008 un juez federal condenó a un individuo por "ofender a la bandera" en un poema. Si bien la Procuraduría General de la República solicitó cuatro años de prisión, el juez solo emitió una pequeña multa y una amonestación pública.

### Perú
Aunque la legislación peruana no es clara, es evidente que este tipo de actos pueden causar indignación. En 2008, la bailarina, modelo y actriz Leysi Suárez apareció desnuda en una fotografía con la bandera peruana como montura mientras montaba a caballo. El ministro de Defensa del país dijo que se enfrentaría a cargos que podrían llevarla a prisión hasta por cuatro años por ofender los símbolos patrios. Sin embargo, el caso se cerró en 2010.

### Rumania
El Código Penal de Rumania ya no prohíbe el ultraje a la bandera (como sucedía con el código penal anterior). Varios proyecto de ley que buscaban restablecer los castigos por manifestaciones que expresaran desprecio por los símbolos rumanos (según la Constitución, estos son la bandera, el día nacional, el himno y el escudo de armas) no han sido aprobadas.
Durante la Revolución rumana de 1989, la bandera de la era comunista ondeaba con el escudo de armas recortado, dejando un agujero.

### Sudáfrica
Durante la era del apartheid, manifestantes quemaban la (antigua) bandera sudafricana en protesta contra las políticas de apartheid del gobierno sudafricano. Por ejemplo, un grupo de estadounidenses que se oponían al apartheid quemaron la antigua bandera sudafricana en una protesta contra el apartheid en Massachusetts a mediados de la década de 1980. Los sudafricanos opuestos al gobierno de la minoría blanca también quemaron la (ahora antigua) bandera sudafricana, considerándola un símbolo del gobierno del país en ese momento. Según la Constitución de 1983, la profanación de la bandera era un delito punible con hasta cinco años de prisión.
En la Sudáfrica post-apartheid no existe ninguna ley que prohíba la profanación de la bandera. La actual bandera sudafricana diseñada y adoptada en 1994 ha sido objeto de profanación. A principios de 1994, miembros de la organización supremacista blanca "Afrikaner Volksfront" quemaron la entonces nueva bandera sudafricana en Bloemfontein en protesta contra la transición democrática del país.

### Suecia
En la legislación sueca no existe una prohibición explícita de quemar la bandera de ningún país. El ultraje a la bandera nacional se despenalizó en 1971. Sin embargo, la exhibición pública de una bandera sueca modificada con marcas, caracteres o símbolos añadidos está prohibida según la ley de la bandera número 1982:269 y puede ser sancionada según las disposiciones sobre alteración del orden público ("förargelseväckande beteende") del capítulo 16 § 16 del Código Penal.
En 1997, un adolescente que se identificaba como skinhead fue multado con 500 coronas suecas por ondear una gran bandera sueca modificada desde lo alto de una colina durante un acto de celebración del Día Nacional de Suecia. Los motivos que se habían añadido a la bandera en cuestión eran los de una rueda solar, un hacha, la cabeza de un guerrero vikingo de perfil y la palabra "Valhalla". La presencia de la familia real, el hecho de que el evento fuera parte del jubileo del 50.º aniversario de la ciudad de Lycksele y el acto de estar en la colina para aumentar el número de personas que pudieran ver la bandera fueron vistos como factores que contribuyeron a la sentencia.

### Uruguay
La profanación de banderas nacionales extranjeras está sancionada por el artículo 139 del Código Penal de Uruguay:

Artículo 139 (Vilipendio de emblemas extranjeros)
El que en el territorio del Estado, vilipendiare, en un lugar público, o abierto o expuesto al público, la bandera u otro emblema de un Estado extranjero, será castigado con seis meses de prisión a tres años de penitenciaría.

No existe ninguna restricción respecto del ultraje a la bandera nacional uruguaya.

### Venezuela
Desde las manifestaciones contra la negativa del gobierno a renovar la licencia de transmisión de RCTV (una importante cadena de televisión), la bandera de Venezuela izada al revés ha sido adoptada como símbolo de protesta por esta y otras supuestas amenazas a las libertades civiles. Los manifestantes afirman que es una señal de socorro y un llamado de ayuda. Sin embargo, funcionarios del gobierno y del partido gobernante insisten en que estos manifestantes están ultrajando la bandera. Se produjo un video oficial en el que se critica duramente esta práctica por considerarla irrespetuosa. Globovisión adjuntó al video una declaración denunciando el mensaje como violatorio de la Ley de Responsabilidad Social en Radio y Televisión, "por constituir propaganda oficial anónima".